# Milleriet

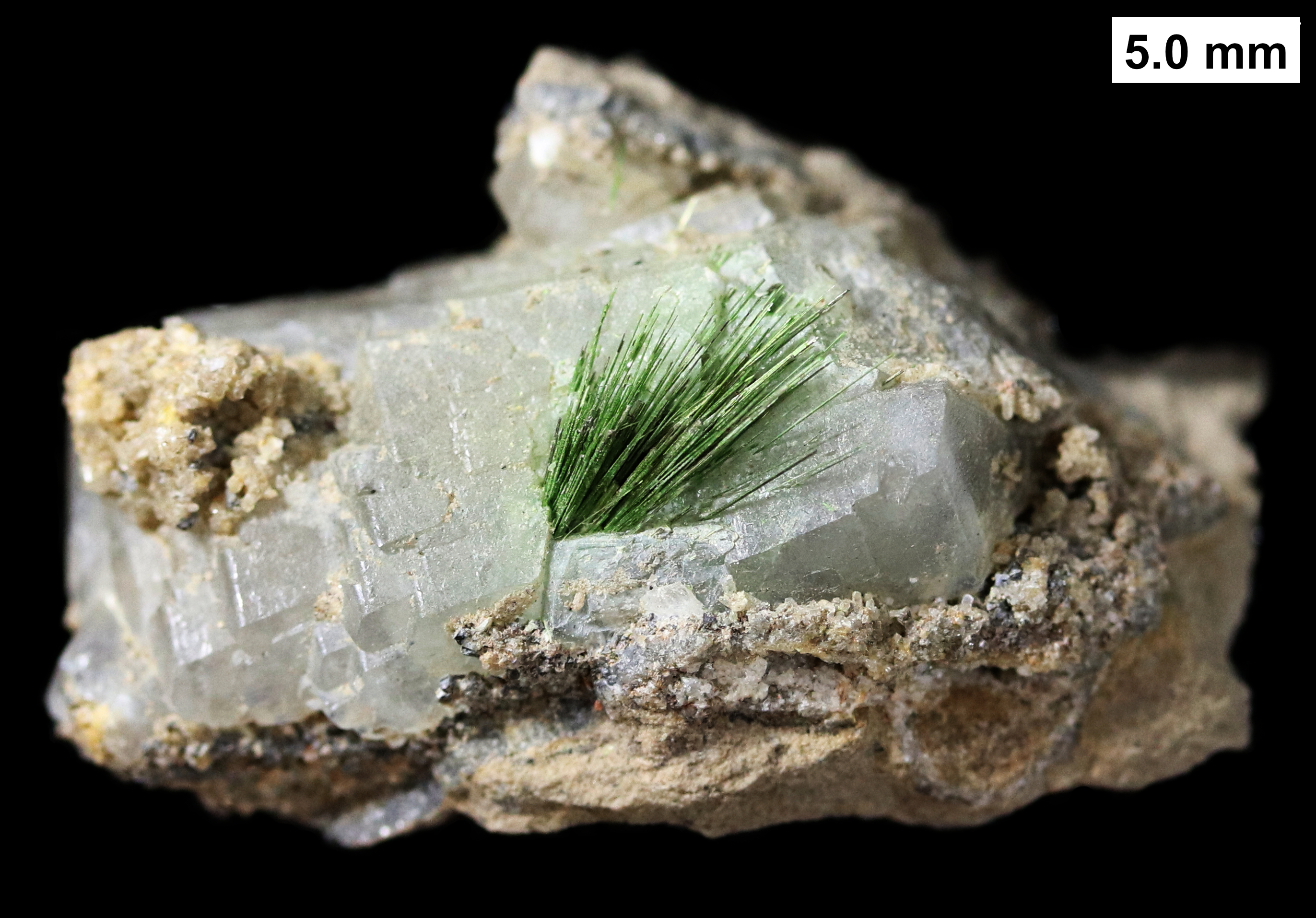
Naaldvormige millerietkristallen gedeeltelijk omkapselt met calcietkristal en op hun oppervlak geoxideerd tot zaratiet

Milleriet is een nikkelhoudend mineraal met de verhoudingsformule NiS. Het is naar de Britse mineraloog William Hallowes Miller genoemd, die het mineraal voor het eerst beschreef. De Miller-index is ook naar hem genoemd. Milleriet is in 1845 door Wilhelm Karl Ritter von Haidinger ontdekt in een kolenmijn in Wales.

## Kenmerken
Milleriet  is een sulfide, behoort dus tot de sulfidengroep van de mineralen. Meestal is het een zuiver nikkelsulfide, hoewel het ook kleine sporen van koper, kobalt en ijzer kan bevatten. Het is opaak en heeft een brons- tot kopergele kleur met een metaalglans. Door langdurige blootstelling aan de lucht, kan de glans aanslaan en grijsgroen worden.  De kristallen zijn vaak dun en naaldvormig, aciculair, zodat milleriet relatief broos is. De naalden bereiken vaak een lengte van 6 centimeter. Het is zeer zwaar: de massadichtheid is ongeveer 5,5 keer zo groot als die van water.
Het heeft een trigonaal kristalstelsel en de eigenschap dat het magnetisch wordt wanneer het wordt verhit. Het is niet radioactief.

## Ontstaan en herkomst
Milleriet komt meestal samen met andere nikkelhoudende mineralen, zoals falcondoiet, pentlandiet en pyrrhotiet, voor. Er zijn zelfs meteorieten aangetroffen, die kleine sporen van milleriet bevatten. Het wordt over de hele wereld aangetroffen, maar meestal in zeer kleine hoeveelheden. Daardoor is de prijs voor een stukje van dit mineraal vrij hoog. Belangrijke vindlocaties zijn:
- Orford (Canada): samen met chroomhoudende granaten, zoals uvaroviet
- Tsjechië: in ertsen van kobalt, nikkel en zilver
- Westfalen (Duitsland): in ijzerertsen
- Merthyr Tydfil (Wales, Groot-Brittannië): als capillaire (haarvormige) kristallen
- West-Australië: samen met pentlandiet en serpentiniet

## Lijsten
- Lijst van mineralen
- Lijst van naar een persoon genoemde mineralen